# Мира Ванса
Мира Хатун Ванса, Ванса Исмаил эль-Амави (араб. الميرة ونسة الاموي‎) или просто Ванса (курд. Wensa; 1917, Тикрит — 23 июня 2015, Каир) — езидская принцесса, в 1934—1938 гг. жена Мира Саид Бега, первая образованная езидка. Ванса была дочерью Исмаил Бега, её братьями были Муавия, Абд эл-Кярим и Язид Хан. По национальности — курдянка. 
В 1929 году её привели в Американскую школу для девочек в Бейруте. В 1934 году она вышла замуж за Саид Бега, сына Али Бега и известной Майян Хатун. Свадьба прошла в Каменном Дворце Баадра. Ванса была пятой женой Саид Бега. Вскоре она родила дочь Лейлу, которая скончалась в возрасте одного года.
Брат Вансы, Язид Хан, имел амбиции на правление Шейхана и Синджара. Ему противостояли другие езидские миры. В 1938 году состоялась встреча миров, на котором присутствовал и Сайд Бег. Совет решил убить Язид Хана. Той же ночью с решением совета Саид Бег ознакомил Вансу. Тогда она достала из под подушки револьвер, закричав: «Он узнает, что ты был убит первым!», стреляла в мужа пять раз.
Бежать из Баадра ей помог её армянский шофер Агоп. Он помог ей перебраться в Мосул, откуда она перебралась в Багдад и нашла укрытие у семьи Агопа, которой когда-то помог Исмаил Бег. Вскоре она переехала в Алеппо.
Во время Второй мировой Войны давний друг Исмаил Бега Рашид Али аль-Гайлани, который занимал тогда пост премьер-министра, предложил Вансе переехать в Багдад и жить там под официальным покровительством.
В 1947 году Ванса вышла замуж за сирийского врача, после чего переехала с мужем в Каир. 
В июле 2011 года турецкий журналист Язар Сырма издал книгу «Wansa — Irak Öyküleri» (ISBN 9789750509162).